# Renato Raffaele Martino
Renato Raffaele Martino (sinh 1932) là một Hồng y người Italia của Giáo hội Công giáo Rôma. Ông hiện đảm nhận vai trò Hồng y Trưởng Đẳng Phó tế, từ ngày 12 tháng 6 năm 2014 với Nhà thờ Hiệu tòa là nhà thờ San Francesco di Paola ai Monti. Ông từng đảm nhiệm vai trò Chủ tịch Hội đồng Giáo hoàng về Mục vụ Di dân và Dân Du mục từ năm 2006 và Chủ tịch Hội đồng Giáo hoàng về Công lý và Hòa bình từ năm 2002 đến khi hồi hưu năm 2009.
Vốn là một thành viên ngoại giao đoàn Tòa Thánh, hồng y Martino từng đảm nhận rất nhiều các vai trò, vị trí khác nhau trong ngành ngoại giao và sau này là tại giáo triều, cụ thể, ông đảm nhận các vai trò: Quyền Sứ thần Tòa Thánh tại Thái Lan (1980–1986), Khâm sứ Tòa Thánh tại Lào (1980–1986), Quyền Sứ thần Tòa Thánh tại Singapore (1981–1986), Khâm sứ Tòa Thánh tại Malaysia và Brunei (1983–1986), Quan sát viên Thường trực tại Liên Hợp Quốc (1986–2002). Ông được vinh thăng Hồng y ngày 21 tháng 10 năm 2003, bởi Giáo hoàng Gioan Phaolô II.

## Tiểu sử
Hồng y Renato Raffaele Martino sinh ngày 23 tháng 11 năm 1932, tại Salerno, Italia. Sau quá trình tu học dài hạn tại các cơ sở chủng viện theo quy định của Giáo luật, ngày 20 tháng 6 năm 1957, Phó tế Martino, 25 tuổi, tiến đến việc được truyền chức linh mục. Cử hành nghi thức truyền chức cho tân linh mục là Tổng giám mục Demetrio Moscato, Tổng giám mục đô thành Tổng giáo phận Salerno (-Acerno). Linh mục Martino cũng là thành viên linh mục đoàn Tổng giáo phận Salerno (-Acerno).
Sau 23 năm thi hành các công việc mục vụ với thẩm quyền và cương vị của một linh mục, ngày 14 tháng 9 năm 1980, Tòa Thánh loan tin Giáo hoàng đã quyết định tuyển chọn linh mục Renato Raffaele Martino, 48 tuổi, gia nhập Giám mục đoàn Công giáo Hoàn vũ, với vị trí được bổ nhiệm là Tổng giám mục Hiệu tòa Segermes, chức vụ Quyền Sứ thần Tòa Thánh tại Thái Lan, Khâm sứ Tòa Thánh tại Lào. Lễ tấn phong cho vị giám mục tân cử được tổ chức sau đó vào ngày 14 tháng 12 cùng năm, với phần nghi thức chính yếu được cử hành cách trọng thể bởi 3 giáo sĩ cấp cao, gồm chủ phong là Hồng y Agostino Casaroli, Quốc vụ khanh Tòa Thánh, Chủ tịch Uỷ ban Giáo hoàng về Thành quốc Vatican; hai vị giáo sĩ còn lại, với vai trò phụ phong, gồm có Tổng giám mục Duraisamy Simon Lourdusamy, Tổng Thư kí Thánh bộ Loan báo Phúc Âm cho các Dân tộc (còn gọi là Thánh bộ Truyền giáo) và Tổng giám mục Gaetano Pollio, P.I.M.E, Tổng giám mục đô thành Salerno (-Acerno). Tân giám mục chọn cho mình khẩu hiệu: VIRTUS EX ALTO.
Từ năm 1981, Tòa Thánh bổ nhiệm ông kiêm nhiệm thêm chức vụ Quyền Sứ thần Tòa Thánh tại Singapore, sau đó tiếp tục được Tòa Thánh bổ nhiệm thêm các chức danh Khâm sứ Tòa Thánh tại Malaysia và Brunei, kể từ năm 1983. Tất cả các chức danh và nhiệm vụ của Tổng giám mục Renato Raffaele Martino tại các quốc gia vùng Đông Nam Á kết thúc bằng quyết định từ phía Tòa Thánh, bổ nhiệm ông làm Quan sát viên Thường trực tại Liên Hợp Quốc. Thông cáo bổ nhiệm được công bố vào ngày 3 tháng 12 năm 1986.
Ngày 1 tháng 10 năm 2002, sau 16 năm thực thi nhiệm vụ Quan sát viên tại Liên Hợp Quốc, Tòa Thánh quyết định kêu gọi Tổng giám mục Martino về phục vụ tại Giáo triều Rôma, bằng quyết định bổ nhiệm ông đảm nhận vai trò Chủ tịch Hội đồng Giáo hoàng về Công lý và Hòa bình.
Sau 1 năm được đưa về làm việc tại giáo triều, qua công nghị Hồng y năm 2003 được cử hành ngày 21 tháng 10, Giáo hoàng Gioan Phaolô II vinh thăng Tổng giám mục Renato Raffaele Martino tước vị danh dự, Hồng y. Tân Hồng y thuộc Đẳng Hồng y Phó tế và Nhà thờ Hiệu tòa được chỉ định là Nhà thờ S. Francesco di Paola ai Monti. Tân Hồng y đã cử hành các nghi thức nhận nhà thờ hiệu tòa của mình sau đó vào ngày 25 tháng 1 năm 2004.
Kể từ ngày 11 tháng 3 năm 2006, ông còn kiêm nhiệm thêm nhiệm vụ Chủ tịch Hội đồng Giáo hoàng về Mục vụ Di dân và Du mục. Ông đảm nhận chức danh này đến ngày 28 tháng 2 năm 2009, sau đó cũng rời khỏi nhiệm vụ Chủ tịch Hội đồng Giáo hoàng về Công lý và Hòa bình sau đó vào ngày 24 tháng 10 cùng năm để hồi hưu, theo quy định về tuổi tác theo Giáo luật.
Kề từ gày 12 tháng 6 năm 2014, ông đảm nhận vai trò Hồng y Trưởng Đẳng Phó tế.